# Erich Hochstetter
Erich Hochstetter (* 14. August 1888 in Berlin; † 16. Juni 1968 in Greste) war ein deutscher Philosoph.
Als Sohn eines Apothekers in Berlin geboren, machte er das Abitur am Luisenstädtischen Gymnasium und studierte in Berlin Philosophie vor allem bei Benno Erdmann. Von 1916 bis 1918 diente Hochstetter im Ersten Weltkrieg. 1915 erfolgte die Promotion, 1926 die Habilitation zu philosophiehistorischen Themen des Mittelalters. Hochstetter erhielt 1921 eine planmäßige Arbeitsstelle bei der Leibniz-Edition der Preußischen Akademie der Wissenschaften. Ab 1927 lehrte er als Privatdozent an der Universität zu Berlin, 1930 wurde er apl. Professor. Hochstetter galt als unpolitisch und ohne Ambitionen in der Zeit des Nationalsozialismus. Dennoch beantragte er am 14. Januar 1941 die Aufnahme in die NSDAP und wurde zum 1. April desselben Jahres aufgenommen (Mitgliedsnummer 8.290.728). Im August 1942 kündigte er seine Stelle bei der Akademie und wurde außerplanmäßiger Mitarbeiter im Amt Rosenberg. Nach 1945 lehrte er als apl. Professor an der Universität Münster und baute die Leibniz-Forschungsstelle auf, die offiziell 1956 eingerichtet wurde. Sein Nachfolger 1968 wurde sein Schüler Heinrich Schepers. Hochstetter war mit einer Stieftochter Benno Erdmanns verheiratet. 1960 wurde er zum korrespondierenden Mitglied der Göttinger Akademie der Wissenschaften gewählt.